# Lagoa Negra (Rio Grande do Sul)

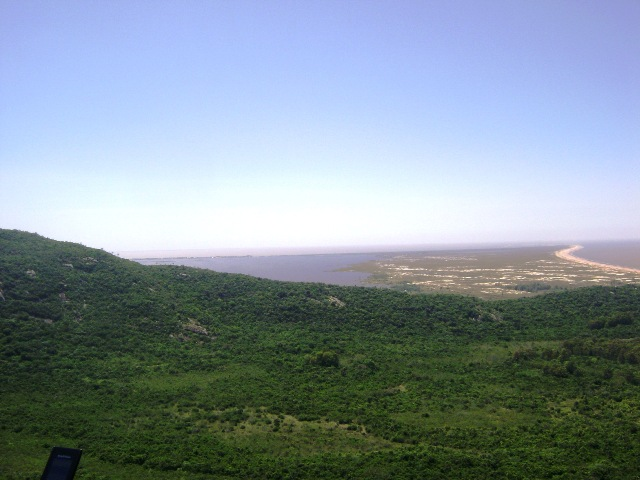
Vista da Lagoa Negra (ao fundo), Parque Estadual de Itapuã, Viamão/RS

Lagoa Negra é uma lagoa do Estado do Rio Grande do Sul, localizada no município de Viamão, a cerca de 60 km do centro de Porto Alegre, dentro da área do Parque Estadual de Itapuã. Por questões de preservação a lagoa segue fechada para visitação de turistas.

## Características
Está situada junto à Laguna dos Patos, separada apenas desta por uma faixa de areia e matas. É circundada por diversos domínios biogeográficos, como morros graníticos e dunas (formações de restingas).
A Lagoa Negra, com 1750 hectares, é o ponto de parada de aves migratórias, como o trinta-réis e batuíras.
Tem sua visitação pública proibida, por ser um refúgio de espécies em extinção e área de importante preservação ambiental, podendo ser avistada apenas da trilha ecológica do morro adjacente, por visitas guiadas de excursões turísticas e saídas de campo de instituições de ensino e pesquisa.